# سيدي عبد الجبار
بلدية سيدي عبد الجبار تابعة دائرة وادي الأبطال بولاية معسكر الجزائرية. تقع على الطريق الوطني رقم 91 الرابط بين تغنيف و وادي الابطال يقطنها حوالي 5000 نسمة